# Aleksandr Sonin
Aleksandr Nikołajewicz Sonin, ros. Александр Николаевич Сонин (ur. 6 sierpnia 1983 w Żeleznogorsku, w obwodzie kurskim, Rosyjska FSRR) – rosyjski piłkarz, grający na pozycji napastnika.

## Kariera piłkarska

### Kariera klubowa
Wychowanek SDJuSzOR-3 w Orle, a potem zagranicznych klubów Lausanne Sports i AS Saint-Étienne. W 2001 rozpoczął karierę piłkarską w Spartaku Moskwa. Na początku 2003 został zaproszony do Dynama Kijów. W drugiej połowie 2003 roku bronił barw klubów Arsenał Kijów i CSKA Kijów. Zimą 2004 powrócił do Spartaka Moskwa, ale występował tylko w drużynie rezerwowej. W 2006 przeszedł do łotewskiego klubu Ditton Dyneburg, który trenował Siergiej Juran. W 2007 został piłkarzem Szynnika Jarosław, dokąd zaprosił go ten że Juran. 25 kwietnia 2008 przeniósł się do FK Niżny Nowogród. Po zakończeniu sezonu zaprzestał występować.

## Sukcesy i odznaczenia

### Sukcesy klubowe
- mistrz Rosji: 2001
- brązowy medalista Mistrzostw Rosji: 2002
- zdobywca Pucharu Rosji: 2003